# Parlamentswahl in Ungarn 2002
- MSZP: 178
- Gemeinsame Kandidaten MSZP–SZDSZ: 1
- SZDSZ: 19
- Fidesz–MDF: 188

Mehrheiten nach Wahlkreisen:
MSZP
Fidesz–MDF
SZDSZ

Die Parlamentswahl in Ungarn 2002 fand am 7. und 21. April 2002 statt. Sie war die vierte Parlamentswahl seit dem Ende des Realsozialismus in Ungarn. Rund 8,1 Millionen Personen waren wahlberechtigt, um in zwei Wahlgängen die 386 Abgeordneten im Ungarischen Parlament neu zu bestimmen. Die Wahlbeteiligung erreichte mit 70,5 % ihren bisherigen Höchstwert.
Die meisten Stimmen erhielt die Ungarische Sozialistische Partei (MSZP), die nach der Wahl wie schon von 1994 bis 1998 gemeinsam mit dem liberalen Bund Freier Demokraten (SZDSZ) eine Koalition eingingen. Péter Medgyessy wurde neuer Ministerpräsident. Der von 1998 bis 2002 regierende Fidesz von Viktor Orbán erreichte im Listenverbund mit dem Ungarischen Demokratischen Forum (MDF) zwar die meisten Sitze, konnte aber den dritten Regierungswechsel in Folge nicht verhindern. Der Wahlkampf wurde als der am stärksten polarisierte der ungarischen Geschichte bezeichnet.

## Ausgangslage
Bei der Parlamentswahl 1998 erhielt die regierende MSZP die meisten Stimmen, durch sein gutes Abschneiden in den Stichwahlen erreichte allerdings der Fidesz die meisten Sitze im Parlament. Er bildete gemeinsam mit der Unabhängigen Partei der Kleinlandwirte, der Landarbeiter und des Bürgertums (FKGP) und dem MDF eine Mitte-Rechts-Koalition unter Ministerpräsident Viktor Orbán.
Zwischen 1998 und 2002 zeichnete sich eine zunehmende Polarisierung der ungarischen Politik in eine Mitte-Links- und ein national-konservatives Lager ab. In den Umfragen lagen MSZP und Fidesz als Vertreter dieser beiden Lager ab 2001 etwa gleichauf. Während die beiden Koalitionspartner deutlich an Unterstützung und an Bedeutung verloren, entwickelte sich der Fidesz zu einer „Volkspartei rechts der Mitte“. Die FKGP fiel in den Umfragen unter zwei Prozent, nachdem ein Parteifunktionär wegen der Annahme von Bestechungsgeldern verhaftet und die Parteiführung von József Torgyán innerhalb der Partei hinterfragt wurde.
Zur Wahl traten Fidesz und MDF auf einer gemeinsamen Liste und mit einem gemeinsamen Programm an. Die Fidesz-Rhetorik im Wahlkampf wurde als „nationalistisch“ beschrieben, die Partei sprach sich jedoch auch für eine Integration Ungarns in die Europäische Union aus. Die MSZP ernannte im August 2001 Péter Medgyessy als Kandidaten für das Amt des Ministerpräsidenten und verabschiedete erst im Januar 2002 ihr Wahlprogramm, sodass sie verhältnismäßig spät in den Wahlkampf einstieg. Zentrale Themen im Wahlkampf beider Lager waren der demographische Wandel, Wohlfahrts-, Bildungs- und Gesundheitspolitik. Der Wahlkampf wurde – vor allem aufgrund der von beiden Seiten betonten ideologischen Differenzen – als der bis dahin am stärksten polarisierte der ungarischen Geschichte bezeichnet.

## Ergebnis
| Partei                 | Partei                                                                     | Erststimmen | Erststimmen | Erststimmen | Erststimmen | Zweitstimmen | Zweitstimmen | Zweitstimmen | Zweitstimmen | Nationale Mandate | Mandate gesamt | Mandate gesamt | Mandate gesamt |
| Partei                 | Partei                                                                     | Anzahl      | %           | +/−         | Sitze       | Anzahl       | %            | +/−          | Sitze        | Nationale Mandate | Anzahl         | +/−            | %              |
| ---------------------- | -------------------------------------------------------------------------- | ----------- | ----------- | ----------- | ----------- | ------------ | ------------ | ------------ | ------------ | ----------------- | -------------- | -------------- | -------------- |
|                        | Ungarische Sozialistische Partei                                           | 2.277.732   | 40,5        | +10,7       | 78          | 2.361.983    | 42,1         | +9,9         | 69           | 31                | 178            | +44            | 46,1           |
|                        | Fidesz–Ungarisches Demokratisches Forum                                    | 2.217.755   | 39,4        | +10,3       | 95          | 2.306.763    | 41,1         | +9,8         | 67           | 26                | 188            | +23            | 48,7           |
|                        | Bund Freier Demokraten                                                     | 380.982     | 6,8         | −3,4        | 2           | 313.084      | 5,6          | −2,3         | 4            | 13                | 19             | −5             | 4,9            |
|                        | Ungarische Wahrheits- und Lebenspartei                                     | 257.455     | 4,6         | −1,0        | –           | 245.316      | 4,4          | −1,1         | –            | –                 | –              | −14            | –              |
|                        | Centrum Párt                                                               | 182.256     | 3,2         | neu         | –           | 219.029      | 3,9          | neu          | –            | –                 | –              | –              | –              |
|                        | Ungarische Arbeiterpartei                                                  | 108.732     | 1,9         | −1,8        | –           | 121.503      | 2,2          | −1,9         | –            | –                 | –              | –              | –              |
|                        | Unabhängige Partei der Kleinlandwirte, der Landarbeiter und des Bürgertums | 67.401      | 1,2         | −12,1       | –           | 42.338       | 0,8          | −13,0        | –            | –                 | –              | −48            | –              |
|                        | Új Baloldal Párt                                                           | 5.597       | 0,1         | neu         | –           | 3.198        | 0,1          | neu          | –            | –                 | –              | –              | –              |
|                        | Reform Kisgazdapárt                                                        | 2.758       | 0,0         | neu         | –           | 1.086        | 0,0          | neu          | –            | –                 | –              | –              | –              |
|                        | Kisgazdapárt a Kisgazda Szövetség Pártja                                   | 2.699       | 0,0         | neu         | –           | 451          | 0,0          | neu          | –            | –                 | –              | –              | –              |
|                        | Sonstige                                                                   | 8.660       | 0,2         | –           | –           | 1.975        | 0,0          | –            | –            | –                 | –              | –              | –              |
|                        | Gemeinsame Kandidaten MSZP–MSZDP                                           | 41.461      | 0,7         | –           | –           | –            | –            | –            | –            | –                 | –              | –              | –              |
|                        | Gemeinsame Kandidaten MSZP–SZDSZ                                           | 27.892      | 0,5         | –           | 1           | –            | –            | –            | –            | –                 | 1              | +1             | 0,3            |
|                        | Unabhängige                                                                | 43.215      | 0,8         | −0,9        | –           | –            | –            | –            | –            | –                 | –              | −1             | –              |
|                        |                                                                            |             |             |             |             |              |              |              |              |                   |                |                |                |
| Gesamt                 | Gesamt                                                                     | 5.624.595   | 100         |             | 176         | 5.616.726    | 100          |              | 140          | 70                | 386            | –              | 100            |
|                        |                                                                            |             |             |             |             |              |              |              |              |                   |                |                |                |
| Wahlberechtigte        | Wahlberechtigte                                                            | 8.061.101   |             |             |             | 8.061.101    |              |              |              |                   |                |                |                |
| Wähler/Wahlbeteiligung | Wähler/Wahlbeteiligung                                                     | 5.685.655   | 70,5        | +14,2       |             | 5.685.655    | 70,5         | +14,2        |              |                   |                |                |                |
| Ungültige Stimmen      | Ungültige Stimmen                                                          | 55.863      | 1,0         |             |             | 63.897       | 1,1          |              |              |                   |                |                |                |
| Gültige Stimmen        | Gültige Stimmen                                                            | 5.624.595   | 99,0        |             |             | 5.616.726    | 98,9         |              |              |                   |                |                |                |

Die Erststimmen beziehen sich auf den ersten Wahlgang. Im zweiten Wahlgang waren in den 131 Wahlkreisen, in denen Stichwahlen stattfanden, 6.018.063 Personen wahlberechtigt. Davon gaben 4.423.805 ihre Stimme ab (Wahlbeteiligung: 73,5 %).